# Cornelis Nay

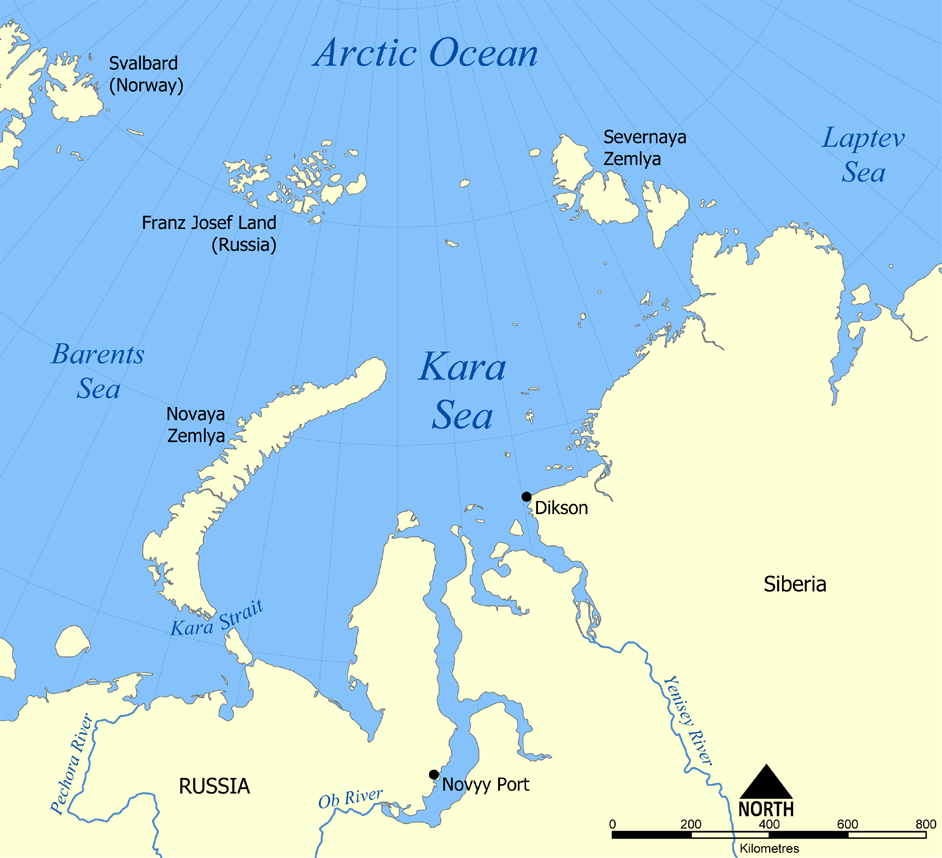
Cornelis Nay a atteint la Mer de Kara en août 1594.

Cornelis Corneliszoon Nay est un navigateur et explorateur hollandais du XVIe siècle.

## Biographie
Originaire d'Enkhuizen, le 5 juin 1594, sous l'impulsion de Balthasar de Moucheron, il part de Texel pour tenter de franchir, avec quatre navires, dont un commandé par Willem Barentsz, le passage du Nord-Est. Il atteint la mer de Kara où il pénètre après une escale sur l'île Vaïgatch.
Dans une deuxième expédition, en 1595, il essaie avec sept bâtiments, le même trajet mais se retrouve bloqué par les glaces. Le gouvernement néerlandais considérant l'expédition comme un échec total refusera par la suite de financer une nouvelle expédition.